# Internet superficial

Internetul superficial (Surface Web), este acea parte din Internet care se accesează cel mai des, fiind indexat de motoarele de căutare cunoscute. A nu se confunda cu Internetul de profunzime (Deep web), care conform unui studiu din anul 2001
 , este de aproape zece ori mai bogat în informație, însă mai greu de explorat, nefiind indexat de motoarele de căutare standard.